# Mathé Altéry
Mathé Altéry (París, 12 de setembre, 1927), és una soprano d'òpera francesa. Va aconseguir l'èxit a les dècades de 1950 i 1960, cantant notablement àries d'opereta i estàndards francesos i estrangers.

## Biografia
Primers anys i inicis

El seu nom real és Marie-Thérèse Altare, filla del tenor Mario Altéry (1892-1974). Va començar a cantar de jove a Cherbourg (Manche), on treballava el seu pare. La seva veu lleugera i ja molt segura li va valer el sobrenom de "el rossinyol de Cherbourg" entre el públic local.
Després d'estudis de música clàssica, va debutar com a cantant de cor el 1950 al Théâtre du Châtelet de París, actuant a l'opereta americana Annie Get Your Gun.
Va ser reconeguda en un concurs de cançons celebrat a Deauville el 1953 pel director d'orquestra Raymond Legrand, qui va organitzar que gravés el seu primer àlbum, Les Belles de nuit, basat en la pel·lícula del mateix nom de René Clair, amb música de Georges van Parys. El 1956 a Lugano, va participar al primer Festival de la Cançó d'Eurovisió, on va co-representar França amb el cantant Dany Dauberson. Va interpretar "Le Temps perdu" i "Il est là" (Il est là de Dany Dauberson).

## Carrera
Amb el suport de Pierre Bourgeois, president de Pathé-Marconi, va aconseguir l'èxit a partir de finals dels anys cinquanta, sobretot amb àlbums de la "sèrie 13": 13 valsos clàssics, 13 valsos vienesos, 13 melodies de la Belle Époque (guanyadora del premi Académie Charles-Cros el 1957), 13 àries d'opereta i més.
A la dècada del 1960, Mathé Altéry va prestar la seva veu a les versions franceses de diverses pel·lícules musicals. Va doblar les seqüències de cant de l'actriu britànica Julie Andrews a Somriures i llàgrimes (1965) i les d'Audrey Hepburn a My Fair Lady (1964). Els diàlegs de les dues pel·lícules van ser doblats per Martine Sarcey, la veu francesa oficial de l'actriu americana des de Història d'una monja (1959) de Fred Zinnemann. L'èxit popular d'aquestes dues pel·lícules li va valer ofertes per actuar a Las Vegas, que va rebutjar per dedicar-se al seu marit, l'advocat parisenc Bernard Baqué de Sariac, amb qui es va casar el 1966.
L'onada del yé-yé la va relegar a un segon pla. Després va fer nombroses gires a l'estranger, sobretot al Canadà, Sud-àfrica i Escandinàvia, on la seva veu va continuar captivant un ampli públic. El 1965, va gravar un CD de famosos duets amb el baríton Lucien Lupi. El 1970, va estrenar l'opereta Bon week-end Conchita de Roland Arday a París. El 6 d'octubre de 1984]], va aparèixer al programa de televisió Champs Élysées, presentat per Michel Drucker, en un "especial d'opereta" on es va reunir amb Francis Lopez i Georges Guétary, i on va parlar de la seva carrera i de Luis Mariano.
El 1988, va crear Rêves de Vienne amb Francis Lopez al Théâtre de l'Eldorado, actuant davant d'un públic amb entrades exhaurides durant gairebé un any. Això va marcar el seu comiat als escenaris. A les dècades de 1990 i 2000, va aparèixer sovint a la televisió en programes de varietats com ara La Chance aux chansons i Chanter la vie de Pascal Sevran a France 2.

## Vida personal
Va estar casada amb l'advocat Bernard Baqué de Sariac (10 de juliol de 1933 - 27 de juny de 2014). Mathé Altéry és la neboda besnéta de la cantant Juliette Wermetz, que va fer parella amb Enrico Caruso a La Scala de Milà.
Guardonada amb el títol de Cavaller de la Legió d'Honor (2006) per "57 anys d'activitat professional i artística".

## Filmografia
- 1955: Milord l'Arsouille d'André Haguet
- 1958: La Vie à deux de Clément Duhour: veu cantada de Lilli Palmer

Doblatge

- 1954 : Set núvies per a set germans : Jane Powell (cant en francès)
- 1964 : My Fair Lady : Audrey Hepburn (cant en francès)
- 1965 : Somriures i llàgrimes : Julie Andrews (cant en francès)

## Discografia
- Somriures i llagrimes (Pathé)
- My Fair Lady - Les Parapluies de Cherbourg - Parade d'amour (Pacific Pathé)

### Albums 33 revolucions
- 13 extraits d'opérette - Pathé
- 13 valses : Mathé Altéry, Mario Altéry, Colette Hérent, Jacques Pruvost, Pierre Germain, Franck Pourcel (dir.) - EMI C 051 10847
- 13 valses de la Belle Époque : Frou-frou - Fascination - Oh ! la troublante volupté - Griserie - Rose-Mousse - Tu ne sauras jamais - Ah ! c'qu'on s'aimait - Amoureuse - Quand l'amour meurt - Pourquoi ne pas s'aimer - Les Bas noirs - Malgré tes serments - Reviens, Pathé, 1955
- 13 mélodies de la Belle époque - Pathé
- 13 berceuses et sérénades : Ma poupée chérie - Sérénade de Heykens - Berceuse de Geterchaninov - Sérénade de Gounod - Berceuse de Brahms - Sérénade de Toselli - Barcarolle des Contes d'Hoffmann - Sérénade de Schubert - Berceuse de Mozart - Sérénade de Pierre - Rêverie de Schumann - Berceuse de Clutsam - Aubade, Pathé, 1963
- Les 13 plus beaux Noëls : Minuit, chrétiens - Noël - Belle nuit - Merci Noël - Vive le vent - les anges dans nos campagnes - Petit papa Noël - Mon Noël - venez, divin messie - Berceuse du petit Jésus - Prière à Noël - Noël (Trois âges sont venus) - Pathé, 1963
- Les 13 plus belles valses du monde : (A) - Moulin-Rouge - La Petite Valse - Sympathie - Il bacio (Le rêve)- C'est le temps d'aimer - La Chauve-souris - (B) - Lover (L'amour est un rêve) - Paradise - Oh! tes grands yeux noirs - Un jour, tu verras - Cielito lindo (Adieu ma belle) - Réponds-moi, mon amour - Ville d'Amour - Pathé PAM 67 132, 1964

### CD
- 24 Best Loved French Songs (1989) amb André Claveau (Monitor Records/Smithsonian Folkways)
- Mes plus belles chansons d'amour (1993)
- 13 berceuses et sérénades (1996)
- Le Meilleur de Mathé Altéry (2 discs, 1999) :
  - Les Belles de nuit - Frou-frou - Fascination - Quand l'amour meurt - Ah ! ce qu'on s'aimait - Revienso - Barcarolle - L'Anneau d'argent - La Chanson de Fortuno - Jardins d'Andalousie - Petite maison grise - Le Beau Danube bleu - La Valse de l'Empereur - La Veuve joyeuse - Rêves de printemps - C'est la saison d'amour - Les Saltimbanques - Les Cloches de Corneville - Véronique : “Adieu, je pars” - Berceuse de Brahms
  - L'amour est dans ta rue - J'aurais voulu danser - Quand tu dors près de moi - Chanson des collines - L'oiseau s'envole - I Love Paris - Les Chemins de l'amour - C'est l'été - Moulin-Rouge - La Chanson du Prater - Les Parapluies de Cherbourg - Valse de Monte-Carlo - Roses de Picardie - Dis-lui qu'on l'a remarqué - Nuit bleue - La Valse des lilas - En septembre sous la pluie
- Mathé Altéry (2001)
- Mathé Altéry (2006)